# Franziska Preuß
Franziska Preuß (Wasserburg am Inn, 11 de marzo de 1994) es una deportista alemana que compite en biatlón.
Participó en tres Juegos Olímpicos de Invierno, entre los años 2014 y 2022, obteniendo una medalla de bronce en Pekín 2022, en el relevo, y el cuarto lugar en Pyeongchang 2018, en la prueba individual.
Ganó once medallas en el Campeonato Mundial de Biatlón entre los años 2015 y 2025, y dos medallas en el Campeonato Europeo de Biatlón de 2013.

## Palmarés internacional
| Juegos Olímpicos   | Juegos Olímpicos        | Juegos Olímpicos  | Juegos Olímpicos        |
| Año                | Lugar                   | Medalla           | Prueba                  |
| ------------------ | ----------------------- | ----------------- | ----------------------- |
| 2022               | Pekín (China)           | Medalla de bronce | Relevo                  |
| Campeonato Mundial |                         |                   |                         |
| Año                | Lugar                   | Medalla           | Prueba                  |
| 2015               | Kontiolahti (Finlandia) | Medalla de oro    | Relevo                  |
| 2015               | Kontiolahti (Finlandia) | Medalla de plata  | Salida en grupo         |
| 2016               | Oslo (Noruega)          | Medalla de plata  | Relevo mixto            |
| 2016               | Oslo (Noruega)          | Medalla de bronce | Relevo                  |
| 2020               | Anterselva (Italia)     | Medalla de plata  | Relevo                  |
| 2020               | Anterselva (Italia)     | Medalla de plata  | Relevo mixto individual |
| 2021               | Pokljuka (Eslovenia)    | Medalla de plata  | Relevo                  |
| 2025               | Lenzerheide (Suiza)     | Medalla de oro    | Persecución             |
| 2025               | Lenzerheide (Suiza)     | Medalla de plata  | Velocidad               |
| 2025               | Lenzerheide (Suiza)     | Medalla de bronce | Relevo mixto            |
| 2025               | Lenzerheide (Suiza)     | Medalla de bronce | Relevo mixto individual |
| Campeonato Europeo |                         |                   |                         |
| Año                | Lugar                   | Medalla           | Prueba                  |
| 2013               | Bansko (Bulgaria)       | Medalla de oro    | Relevo                  |
| 2013               | Bansko (Bulgaria)       | Medalla de plata  | Persecución             |